# Rogério Cardoso
Rogério Cardoso Furtado (Mococa, 7 de março de 1937 — Rio de Janeiro, 24 de julho de 2003) foi um ator, comediante, músico, compositor e vereador brasileiro. Consagrou-se em diversas áreas do entretenimento, em uma carreira de cinco décadas, mas foi no ramo da comédia que ganhou destaque, tendo atuado em diversos programas humorísticos, nas principais emissoras do país.
Natural de Mococa, iniciou a carreira nos bastidores de uma  rádio, mas devido a seu talento, logo estava participando de programas onde cantava e contava piadas. Na década de 1960 migrou para a televisão, tendo trabalhado na maior parte das emissoras brasileiras, como Rede Globo, Rede Tupi e SBT.
Integrou durante seis anos o elenco da Praça da Alegria, interpretando o "Caipira", personagem com o qual se popularizou. Posteriormente, integrou o elenco de diversos humorísticos, como Apertura, Os Trapalhões e Balança Mas Não Cai. No entanto, foi a partir da década de 1990 que a imagem de Rogério começou a se destacar, interpretado tipos populares, como o aluno enrolão Rolando Lero na Escolinha do Professor Raimundo e o malandro Salgadinho na novela Explode Coração. Outro trabalho de destaque em sua carreira foi como Padre João na minissérie O Auto da Compadecida, produção que foi posteriormente lançada como filme em 2000. No início dos anos 2000, destacou-se ao lado de Nair Bello como o Epitáfio no humorístico Zorra Total, além de interpretar o rabugento Floriano, apelidado de "Seu Flor", no seriado A Grande Família, seus últimos trabalhos na televisão.

## Biografia artística
Nascido em 1937 em Mococa, começou sua carreira em 1952 no rádio, atuando como contrarregra. Antes disso, começou a estudar odontologia, mas interrompeu os estudos para seguir na carreira artística. Estreou em 1958 no teatro e ao todo chegou a fazer mais de quarenta peças. A carreira televisiva teve início em 1963 na Excelsior, onde participou dos programas humorísticos A Cidade se Diverte, Moacyr Franco Show e Times Square. Na Record, fez a Praça da Alegria. É também lembrado, por, em 1969, ter estrelado um comercial cômico da Volkswagen Variant.
Rogério formou-se em Direito em 1983 e seguiu fazendo comédia, principalmente na televisão. Com seus personagens sempre cômicos e marcantes, conseguiu conquistar o gosto do público. Entre eles, se destacou com o estudante Rolando Lero do programa Escolinha do Professor Raimundo (do famoso bordão "Captei Vossa Mensagem Amado Guru!") liderado por Chico Anysio, na Globo. Foi o personagem mais marcante de sua carreira.
Seu outro grande personagem de sucesso foi o "Salgadinho", na telenovela Explode Coração. O êxito o motivou a tentar carreira na política, elegendo-se vereador pelo PSDB do Rio de Janeiro, em 1996. Rogério foi eleito como suplente e veio a assumir o mandato em 1999, ficando dois anos como vereador. Em sua curta carreira na política, realizou projetos sobre questões relacionadas à primeira infância.
Apesar da longa carreira na televisão e no teatro, Rogério só veio a atuar no cinema no final da década de 1990. Entre os filmes em que atuou, esteve como Padre João em O Auto da Compadecida, grande sucesso do cinema brasileiro.
No início dos anos 2000, atuava ao lado da atriz Nair Bello no programa Zorra Total, onde interpretava o personagem Epitáfio - interpretado originalmente por Renato Corte Real na década de 1950 -, e aparecia toda semana na TV como o rabugento Seu Flor no programa A Grande Família, um dos seriados mais tradicionais da Rede Globo. Foram seus últimos trabalhos na televisão.
Rogério Cardoso também se destacou como músico e compositor, sabendo tocar violão e violino. Um de seus sucessos é a música Pequeno Mundo, versão brasileira da música It's a Small World de Walt Disney.

## Morte
Rogério Cardoso morreu na manhã do dia 24 de julho de 2003, em sua casa no bairro de Copacabana, no Rio de Janeiro, aos 66 anos. Ele teria sofrido um infarto fulminante. Por coincidência, ele faleceu numa quinta-feira, mesmo dia em que era exibido o seriado A Grande Família, onde fazia o Seu Flor. Em homenagem ao ator, o programa reprisou no dia um episódio em que Rogério Cardoso se destacou. Foi enterrado no Cemitério Municipal de sua cidade natal, Mococa.

## Homenagens
Rogério Cardoso recebeu como homenagem póstuma pela Prefeitura da Cidade do Rio de Janeiro a denominação de um logradouro público na cidade; desde 21 de janeiro de 2004 a antiga Rua Projetada "A" passou a se denominar como Rua Rogério Cardoso "Salgadinho", situada no bairro de Vargem Pequena; o nome "Salgadinho", acrescentado ao nome do ator, refere-se ao personagem por ele interpretado na novela "Explode Coração".

## Filmografia

### Televisão
| Ano             | Título                          | Papel                         | Emissora     |
| --------------- | ------------------------------- | ----------------------------- | ------------ |
| 1964            | A Mãe                           |                               | TV Excelsior |
| 1964–70         | Praça da Alegria                | Caipira                       | RecordTV     |
| 1976            | Bacará 76                       | Valduíno                      | TVS          |
| 1979–80         | Apertura                        | Caipira                       | TV Tupi      |
| 1981            | Reapertura                      | Caipira                       | SBT          |
| 1980–1984       | Os Trapalhões                   | Vários personagens            | Rede Globo   |
| 1983            | A Festa É Nossa                 | Vários personagens            | Rede Globo   |
| 1985            | A Gata Comeu                    | Brandão                       | Rede Globo   |
| 1987            | Viva o Gordo                    | Vários personagens            | Rede Globo   |
| 1988–1990       | Chico Anysio Show               | Rolando Lero                  | Rede Globo   |
| 1990–1995; 2001 | Escolinha do Professor Raimundo | Rolando Lero                  | Rede Globo   |
| 1991            | Estados Anysios de Chico City   | Rolando Lero                  | Rede Globo   |
| 1993            | Caso Especial                   | Frazão Bartolomeu             | Rede Globo   |
| 1995            | Explode Coração                 | Romualdo Salgado (Salgadinho) | Rede Globo   |
| 1995            | A Comédia da Vida Privada       | Pinheiro                      | Rede Globo   |
| 1995            | Malhação                        | Flávio Silvestre              | Rede Globo   |
| 1996            | Caça Talentos                   | Zeus                          | Rede Globo   |
| 1997            | Sai de Baixo                    | Padre Lauro                   | Rede Globo   |
| 1998            | Hilda Furacão                   | Sr. Ventura                   | Rede Globo   |
| 1999            | O Auto da Compadecida           | Padre João                    | Rede Globo   |
| 1999–2003       | Zorra Total                     | Epitáfio                      | Rede Globo   |
| 2000            | Brava Gente                     | Eudoro                        | Rede Globo   |
| 2001–2003       | A Grande Família                | Floriano Souza (Seu Flor)     | Rede Globo   |

### Cinema
| Ano  | Título                           | Papel        |
| ---- | -------------------------------- | ------------ |
| 1996 | Il Barbiere di Rio               | Tio pescador |
| 1998 | Boleiros - Era Uma Vez o Futebol | Ex-árbitro   |
| 1998 | Amor & Cia                       | Neto         |
| 2000 | Bossa Nova                       | Vermont      |
| 2000 | O Circo das Qualidades Humanas   | Seu Nilo     |
| 2000 | O Auto da Compadecida            | Padre João   |
| 2003 | Samba Canção                     | Detetive     |
| 2003 | Cristina Quer Casar              | Walter       |

## Política
Rogério foi vereador no Rio de Janeiro, de 1999 a 2000. Uma de suas leis foi a que obriga os hospitais municipais a fazer o teste da orelhinha (que detecta a surdez nos recém-nascidos).